# Samuel-Louis-Alcide Bois
Samuel-Louis-Alcide Bois, francoski general, * 1890, † 1958.